# 변호인선임권
변호인선임권은 형사소송에서 피의자나 피고인이 변호인을 선임할 권리를 말한다. 형사소송법에도 규정되어 있는 헌법상의 기본권이다(대한민국 헌법 제12조 4항).

## 피내사자
내사를 받는 피내사자가 구속되는 경우는 없다. 구속은 수사를 받는 피의자부터 가능하다. 따라서 모든 피내사자는 불구속 상태에서 조사를 받는데, 경찰관이 피내사자의 처가 선임한 변호인이 피내사자를 접견하려는 것을 거부처분한 사건에서, 대법원은 피내사자의 변호인 접견교통권을 인정했다.
변호인의 조력을 받을 권리를 실질적으로 보장하기 위하여는 변호인과의 접견교통권의 인정이 당연한 전제가 되므로, 임의동행의 형식으로 수사기관에 연행된 피의자에게도 변호인 또는 변호인이 되려는 자와의 접견교통권은 당연히 인정된다고 보아야 하고, 임의동행의 형식으로 연행된 피내사자의 경우에도 이는 마찬가지이다. 접견교통권은 피고인 또는 피의자나 피내사자의 인권보장과 방어준비를 위하여 필수불가결한 권리이므로 법령에 의한 제한이 없는 한 수사기관의 처분은 물론 법원의 결정으로도 이를 제한할 수 없다.(대법원 1996.6.3 96모18 결정)

## 구속된 피의자
구속된 피의자, 피고인의 변호사선임권은 헌법 제12조 제4항에 규정되어 있다.
누구든지 체포 또는 구속을 당한 때에는 즉시 변호인의 조력을 받을 권리를 가진다. 다만, 형사피고인이 스스로 변호인을 구할 수 없을 때에는 법률이 정하는 바에 의하여 국가가 변호인을 붙인다.(헌법 제12조 제4항)

안기부에 의해 국가보안법위반등 혐의로 구속돼 서울중부경찰서 유치장에 수감돼 있던 중 안기부 면회실로 옮겨져 변호인인 조용환 변호사 등과 접견을 할 때 안기부직원5명이 접견에 입회해 대화내용을 기록하고 사진까지 찍자 헌법재판소에 헌법소원심판을 청구하였다.
```
헌법재판소 전원재판부(주심 변정수재판관)는 1992년 1월 28일 전교조 정책실장 유상덕이 국가안전기획부장을 상대로 낸 헌법소원을 받아들이면서 『변호인은 의뢰인에게 수사기관의 자백강요,나아가 고문등이 있을 수 있다는 것을 알려주고 그 대응방법을 가르쳐줄 의무가 있으나 수사기관등이 접견내용을 듣거나 기록한다면 변호인의 활동은 방해될 수밖에 없어 피의자의 진술거부권과 무죄추정을 기본권으로 보장한 헌법정신에 어긋나는 것』며  『변호인과의 자유로운 접견은 신체구속을 당한 사람에게 보장된 변호인의 조력을 받을 권리의 가장 중요한 내용이어서 국가안전보장 질서유지 공공복리등 어떠한 명분으로도 제한될 수 없다』는 이유로 헌법에 위반된다 라는 결정을 했다.
[
1
]
```

경찰관직무집행법상 장기3년이상의 징역에 해당하는 범죄의 혐의를 받는 피의자에 대해 보호장구를 착용할 수 있다는 규정에 의하여 국가보안법 위반으로 체포된 송두율과 코리아연대 소속 회원들에 대해 조사를 할 때 수갑과 포승을 착용한 이유로 법원에 경찰공무원의 위법한 직무집행에 의한 손해배상 청구소송을 제기하자 법원은 이를 받아들여 "100만원을 지급하라"는 취지의 원고 승소 결정을 했다.

## 불구속된 피의자
헌법재판소는 헌법에 명문규정이 없음에도 불구하고 법치국가원리, 적법절차원칙에서 막바로 불구속 피의자ㆍ피고인의 변호인의 조력을 받을 권리를 도출하였고, 헌법 제12조 제4항은 이를 전제로 특히 신체구속을 당한 사람에 대하여 변호인의 조력을 받을 권리의 중요성을 강조하기 위한 규정이라고 판시했다. 변호사선임권은 변호인의 조력을 받을 권리의 가장 기초적인 구성부분이며, 이는 구속 여부를 떠나 모든 피의자ㆍ피고인에게 인정되어야 함은 법치국가원리, 적법절차원칙에 비추어 당연하다고 보았다.(헌재 2004.9.23 2000헌마138)
2010년, 대한민국은 미국과 같이, 범죄피해자에게도 국선변호인선임권을 보장하는 방향으로 형사소송법을 개정할 계획이다.

## 판례
- 형사피의사건의 구속적부심 절차에서 피고속자의 변호를 맡은 변호사가 피구속자에 대한 고소장과 경찰의 피의자신문조서를 열람하여 그 내용을 제대로 파악하지 못한다면 피구속자를 충분히 조력할 수 없으므로, 위 서류들에 대한 변호사의 열람권은 피구속자의 변호인의 조력을 받을 권리와 뗄 수 없는 표리의 관계에 있어 헌법상의 기본권으로서 보호된다.[3]

- 미결구금자가 수신하는 서신이 변호인 또는 변호인이 되려는 자와의 서신임이 확인되고 미결구금자의 범죄혐의내용이나 신분에 비추어 소지금지품의 포함 또는 불법내용의 기재 등이 있다고 의심할 만한 합리적인 이유가 없음에도 그 서신을 검열하는 행위는 위헌이다.[4]

- 변호인이 미결수용자를 접견할 때 교도관이 그 내용을 청취할 수 없다.[5]

## 영미법
미국법에 의하면 피고인은 알고 인지한 상태에서 변호인선임권을 유보할 수 있다.
피고인으로 하여금 당일 밤 휴정동안 변호사의 조력을 받지 못하도록 명령한 것은 변호사선임권 위반으로 보았다

## 참고 문헌
- 박승옥, 변호인의 조력을 받을 권리 (미국 연방대법원 판례 시리즈), 출판사 법수레, 2008.